# Hans Bethe
Hans Albrecht Bethe (Straatsburg (destijds onderdeel van het Duitse keizerrijk, tegenwoordig Frankrijk), 2 juli 1906 – Ithaca (New York), 6 maart 2005) was een Amerikaans natuur- en sterrenkundige van Duitse afkomst. In 1967 won hij de Nobelprijs voor zijn ontdekking van energieopwekking in sterren in de jaren 1930.

## Biografie
Zijn vader Albrecht Theodore Julius Bethe (hoogleraar fysiologie) was protestants, zijn moeder Anna Kuhn Joods. In 1912 verhuisde het gezin Bethe naar Kiel toen zijn vader voorzitter werd van de faculteit fysiologie aan de Universiteit van Kiel. Drie jaar later verhuisde het gezin nogmaals toen Albrecht Bethe gevraagd werd een nieuwe faculteit fysiologie te beginnen aan de Universiteit van Frankfurt. Vanwege zijn zwakke gezondheid ging Hans pas voor het eerst naar school toen hij naar Frankfurt was verhuisd.
Hij studeerde natuurkunde in Frankfurt en München en promoveerde in 1928 bij Arnold Sommerfeld. Na twee korte periodes als docent natuurkunde in Frankfurt en Stuttgart was hij van 1929 tot 1933 werkzaam bij de Universiteit van München. In de lentes van 1931 en 1932 verbleef hij bij Enrico Fermi in Rome met wie hij in 1932 het artikel "Über die Wechselwirkung von Zwei Elektronen" publiceerde. In verband met de rassenwetten van de nazi's ontvluchtte Bethe in 1933 Duitsland. Na een kort verblijf in Engeland, was hij vanaf 1935 voor de rest van zijn leven verbonden aan de Cornell-universiteit in de Amerikaans plaats Ithaca (New York). In 1941 werd hij Amerikaans staatsburger.
Hij was gehuwd met Rose Ewald, de dochter van professor Paul Peter Ewald, die hij in 1937 ontmoet had toen hij docent was aan de Duke University. Samen kregen ze twee kinderen, zoon Henry en dochter Monica. In 1975 ging hij met emeritaat. Hans Bethe overleed op 98-jarige leeftijd.

## Wetenschappelijke productie
In 1938 maakte hij naam met een baanbrekend artikel over de energieproductie in sterren door kernfusie. Hierin beschreef hij, samen met Charles Critchfield, dat sterren stralen door waterstofkernen (protonen) te versmelten tot helium-4-kernen via de proton-protoncyclus. Bij deze reactie ontstaan ook andere subatomaire deeltjes (positronen en neutrino's) door de transmutatie van protonen in neutronen.
Nog geen half jaar later, in 1939, ontdekte en beschreef Bethe – en onafhankelijk van hem Carl Friedrich von Weizsäcker – een ander belangrijk kernproces, de koolstof-stikstofcyclus. Hiervoor won hij in 1967 een Nobelprijs (voor de Natuurkunde). De koolstof-stikstofcyclus of CNO-proces is een cyclisch kernproces waarbij waterstof tot helium wordt gefuseerd met koolstof (C), stikstof (N) en zuurstof (O) als katalysator. Daar waar kernfusie bij lage temperaturen voornamelijk volgens de proton-protoncyclus gebeurt domineert bij hoge temperaturen het CNO-proces. Verder analyseerde hij ook andere mogelijke kernreacties die in sterren kunnen optreden.
Ook droeg hij bij aan de ontwikkeling van de radar, leidde hij tijdens de Tweede Wereldoorlog (1943-1946) de theoretische afdeling van het Manhattanproject in Los Alamos en was nauw betrokken bij de bouw van de eerste atoombom en later de waterstofbom, hoewel hij vanaf het begin eigenlijk tegen de ontwikkeling van die laatste was. Als groepshoofd stelde Bethe de jonge Richard Feynman aan.
Na zijn bijdrage aan de atoomwapens zou hij later zich sterk tegen kernbewapening gaan verzetten en werd hij (via het Committee of Atomic Scientists - ECAS) een vurig voorstander van een uitsluitend vreedzaam gebruik van kernenergie. Dankzij zijn invloed ondertekende het Witte Huis verbod op atmosferische tests van atoomwapens. Sinds 1963 hield hij zich bezig met de theorie van neutronensterren, met de veiligheidsaspecten van kerncentrales en met de detectie van ondergrondse kernexplosies. Ook op het terrein van de kwantumelektrodynamica (QED) heeft hij baanbrekend werk verricht.

## Erkenning
Hans Bethe was lid van onder andere de American Philosophical Society, de American Physical Society (voorzitter in 1945), de American Astronomical Society en van de National Academy of Sciences. Naast de Nobelprijs in 1967 mocht Bethe voor zijn wetenschappelijk werk enkele belangrijke onderscheidingen in ontvangst nemen, waaronder:
- 1947 - Henry Draper Medal van de National Academy of Sciences
- 1955 - Max Planck-medaille van het Deutsche Physikalische Gesellschaft
- 1959 - Benjamin Franklin Medal
- 1961 - Enrico Fermi-prijs
- 1961 - Eddington Medal van de Royal Astronomical Society
- 1963 - Rumford-Prijs
- 1975 - National Medal of Science
- 1981 - Leo Szilard Award (samen met Henry Kendall)
- 1985 - Vannevar Bush Award
- 1989 - Gouden Lomonosov-medaille van de toenmalige Academie van Wetenschappen van de USSR
- 1993 - H.C. Oersted Medaille
- 2001 - Bruce Medal van de Astronomical Society of the Pacific